# 超級驚選2
《超級驚選2》（英語：Shock Value II）是美國唱片製作人提姆巴蘭的第三張錄音室專輯。專輯是白金唱片《超級驚選》的第二版，前張專輯曾在全球榜單中獲得冠軍並取得了16張「白金唱片」。
專輯原本在2008年發行，但是卻推去2009年，並由黑地唱片確定于2009年11月23試探性的發行。然而，專輯再次延後並與2017年12月7日正式發行于英國，並于12月8日在美國發行。